# Loewinella lehri
Loewinella lehri là một loài ruồi trong họ Asilidae. Loewinella lehri được Londt miêu tả năm 1982. Loài này phân bố ở miền Ấn Độ - Mã Lai.